# 1788 au théâtre
| Années du théâtre : 1785 - 1786 - 1787 - 1788 - 1789 - 1790 - 1791    |
| Décennies du théâtre : 1750 - 1760 - 1770 - 1780 - 1790 - 1800 - 1810 |

## Pièces de théâtre publiées
- Egmont de Goethe.

## Pièces de théâtre représentées
- 22 février : L'Optimiste, ou l'Homme content de tout, comédie en 5 actes et en vers de Jean-François Collin d'Harleville, Paris, Théâtre Français.
- 24 juillet : La Belle-Mère ou les Dangers d’un second mariage, d’Étienne Vigée, Paris, Théâtre Français. La pièce est accueillie froidement.
- 6 décembre : L’Entrevue, d’Étienne Vigée, Prais, Théâtre Français, avec Molé et Mlle Contat.

## Naissances
- 21 septembre : Wilhelmine Sostmann, écrivaine et actrice allemande († 30 novembre 1864).